# حمله گروه کد بریکرز به بانک سپه
حمله هکرهای سایبری به بانک سپه ایران، یک نفوذ سایبری بزرگ بود که در فروردین ۱۴۰۴، به‌طور عمومی فاش شد. یک گروه هکری بنام "کد بریکرز"، مسئولیت نفوذ به بانک سپه را که یکی از قدیمی‌ترین و مهم‌ترین مؤسسات مالی ایران است را بعهده گرفت. این گروه ادعا کرد که به بیش از ۴۲ میلیون از رکورد مشتریها، از جمله داده‌های مالی حساس آنها، دسترسی پیدا کرده است. این حادثه پس از حمله "IRLeaks" در سال ۱۴۰۳ و سپس حمله سایبری به بانک ملی در سال ۱۴۰۰ رخ داد و آسیب‌پذیری‌های زیرساخت مالی ایران را آشکار کرد و بیین ترتیب، باعث انتقادات گسترده‌ای علیه بانک و مشتریان ثروتمند آن از بخش‌های نظامی و دولتی شد.
بانک در ابتدا، این نفوذ را کاملاً انکار کرد و در عین حال، به رسانه‌های محلی هشدار داد که داده‌های فاش‌شده را منتشر نکنند و آنها را تهدید به پیگرد قانونی کرد. گروه هکرها در پاسخ، بخش‌هایی از اطلاعات درز شده، از جمله داده‌های مالی مقامات ارشد ایرانی و افسران سپاه پاسداران را که میلیاردها تومان در حساب‌های خود داشتند، منتشر کرد. این افشاگری، در تضاد با فقر گسترده در ایران، باعث انتقادات گسترده‌ای در شبکه‌های اجتماعی، علیه مقامات و حکومت شد و نحوه برخورد بانک با این حادثه، مورد تمسخر قرار گرفت.

## پیش‌زمینه
بانک سپه که در سال ۱۳۰۴ تأسیس شد، قدیمی‌ترین بانک ملی ایران است که همچنان در حال فعالیت است. این بانک، چهارمین بانک بزرگ دولتی کشور محسوب می‌شود. این بانک بیش از ۱۷۰۰ شعبه در ایران، سه شعبه دیگر در رم، پاریس و فرانکفورت دارد و یک شرکت تابعه کاملاً متعلق به آن نیز در لندن فعالیت می‌کند. بانک سپه در ابتدا، برای ارائه خدمات مالی به پرسنل نظامی تأسیس شد و در سال ۱۳۹۹، چندین بانک نظامی در چارچوب برنامه‌ای گسترده‌تر، برای تجمع مؤسسات مالی نظامی تحت یک نهاد دولتی، در آن ادغام شدند.
این بانک، مدت‌ها یک نقش کلیدی در تأمین مالی پروژه‌های نظامی و دفاعی ایران، به‌ویژه در زمینه توسعه موشک‌ها داشته است. این بانک، تسهیل‌کننده بسیاری از تراکنش‌ها، برای تأمین قطعات موشکی از چین و کره شمالی، تحت نام(KOMID) بوده است. به همین دلیل بانک سپه، تحت تحریم‌های آمریکا، اتحادیه اروپا و سازمان ملل قرار دارد. این تحریم‌ها، به دلیل نقش این بانک در حمایت از فناوری‌های تسلیحات کشتار جمعی و از جمله کمک به سازمان صنایع هوافضا ایران (AIO)، گروه صنعتی شهید همت (SHIG) و گروه صنعتی شهید باکری (SBIG) اعمال شده است.

## نفوذ
در اوایل فروردین ۱۴۰۴، گروه هکری «کدبریکرز»، پیامی در تلگرام و سایر شبکه‌های اجتماعی منتشر کرد و مدعی شد که به سیستم‌های بانک سپه نفوذ کرده و حجم عظیمی از داده‌ها را استخراج کرده است. آنها ادعا کردند که به بیش از ۱۲ ترابایت از داده‌های محرمانه متعلق به بیش از ۴۲ میلیون نفر، از جمله شماره حساب‌ها، رمزهای عبور، شماره تلفن‌های همراه، آدرس‌های مسکونی، تاریخچه تراکنش‌های بانکی و اطلاعات مربوط به پرسنل نظامی دسترسی دارند. این گروه اظهار داشت که به بانک ۷۲ ساعت فرصت داده تا از افشای اطلاعات جلوگیری کند و در ازای آن، ۴۲ میلیون دلار بیت‌کوین درخواست کرده است، اما بانک از پرداخت این مبلغ خودداری کرد.

## انکار رسمی و واکنش شبکه‌های اجتماعی
در ابتدا، بانک سپه تمامی ادعاها مبنی بر نقض سیستم‌های امنیتی خود را رد کرد. رئیس روابط عمومی بانک، رضا حمدانچی، اعلام کرد که سیستم‌های این بانک در شبکه‌های مداربسته کار می‌کنند و هیچ ارتباطی با اینترنت ندارند و افزود که «سیستم‌های بانک سپه، غیرقابل هک و نفوذناپذیر هستند.» با این حال، بانک به رسانه‌ها و شهروندان هشدار داد که از بازنشر اطلاعات به‌دست‌آمده توسط هکرها خودداری کنند و تهدید کرد که در غیر این صورت، با اقدامات قانونی مواجه خواهند شد.
در واکنش به این انکار و «بی‌توجهی به نقص امنیتی»، گروه «کد بریکرز»، تصاویری از داده‌های بانکی مربوط به رضا حمدانچی، رئیس روابط عمومی بانک سپه و همچنین اطلاعات بانکی ۲۰ هزار نفر، از جمله مشتریان برجسته غیرنظامی و نظامی را منتشر کرد. در میان افرادی که اطلاعات خصوصی آنها فاش شد، نام‌هایی مانند عباس گل‌محمدی، معاون سابق سازمان اکتشافات زمین‌شناسی و معاون برنامه‌ریزی و توسعه مجتمع سنگ‌آهن سنگان، با حسابی به ارزش ۷۶۸ میلیارد تومان، دیده می‌شود. همچنین، نام سردار حسن پلارک، فرمانده سابق نیروی سپاه قدس و از حامیان شبه‌نظامیان وابسته به جمهوری اسلامی، با حسابی به ارزش ۶۳۴ میلیارد تومان (معادل ۶٫۱۲ میلیون دلار در بازار آزاد) در میان افشاشدگان است. علیرضا آرش، عضو هیئت مدیره هنکل پاک‌وش، یکی از زیرمجموعه‌های شرکت آلمانی هنکل، با حسابی به ارزش ۴۰۸ میلیارد تومان، از دیگر افراد برجسته‌ای است که اطلاعات آنها فاش شده است.
افراد سرشناس دیگری که اطلاعات آنها منتشر شده، شامل محمد برادران، عضو هیئت مدیره شرکت سرمایه‌گذاری غدیر، کاظم قلمچی، بنیان‌گذار مؤسسه آموزشی قلم‌چی و رسول سیرتی، مدیرعامل شرکت تیک (یک شرکت نظامی مرتبط با فناوری موشکی و پهپادی) هستند.
انتشار این اطلاعات و نحوه پاسخگویی بانک به این حمله، موجی از انتقادات را در فضای مجازی برانگیخت. شهروندان ایرانی این سؤال را مطرح کردند که چگونه تنها چند فرد خاص می‌توانند چنین مبالغ هنگفتی را در اختیار داشته باشند، در حالی که مردم عادی با مشکلات مالی دست و پنجه نرم می‌کنند. علی شریفی‌زَرچی که یک دانشگاهی است، همراه با دنبال‌کنندگان زیادش در توییتر، بر روی دارایی‌های حسن پلارک تمرکز کرد و پرسید که چگونه این میزان ثروت، در بحبوحه بحران اقتصادی توجیه‌پذیر است. یک روزنامه‌نگار تحقیقی بنام یاشار سلطانی، اظهار داشت که این داده‌های افشاشده، نشان می‌دهد چرا شهروندان ایرانی از تحریم‌های بین‌المللی علیه ایران حمایت می‌کنند و خواستار شفافیت‌های مالی هستند. علی قلهکی، یک روزنامه‌نگار محافظه‌کار، به همراه دیگر کاربران فضای مجازی، بانک را به خاطر تهدیدهای قانونی در عین انکار حمله سایبری، به مسخره گرفتند.